# Palacio de los Faes-Miranda
El Palacio de los Faes-Miranda es un palacio rural barroco situado en la parroquia de Carabanzo, en el concejo asturiano de Lena (España).

## Descripción
El palacio, en ruina desde la Guerra Civil, fue construida en el siglo XVII para Matías Faes Miranda, que entre otros cargos ejerció de oidor en la Audiencia de Manila. Gaspar Melchor de Jovellanos incluye una descripción en sus diarios. Responde al modelo clásico de casona barroca asturiana, con gran envergadura en estructura y buena calidad de fábrica. Consta de una gran fachada constituida por cuerpo rectangular y una imponente torre en una esquina que rompe la horizontalidad del edificio. En esta se encuentra el escudo de armas formado por un doble cuartel custodiado por dos leones y coronado con yelmo orientado a la izquierda. Originalmente se accedía a la casa por un portón doble de arcos escarzanos. La factura de esquinas y marcos de puertas, ventanas y balcón es de gran calidad, destacando las conocidas como orejas barrocas. El edificio engloba una edificación quizás anterior. 
El inmueble se encuentra en estado ruinosa y es utilizado como cuadra. No obstante es utilizado como escenario del festival astur-romano de Carabanzo. Se encuentra en la Lista Roja del Patrimonio de Hispania Nostra. El Principado lo incluyó en el Inventario de Patrimonio Cultural pero rechazó su declaración como Bien de Interés Cultural, bloqueando en 2017 posibles obras de conservación.